# Dalaki
Dalaki (en persan : دالکی) est une ville du district central du comté de Dashtestan dans la province de Bouchehr, en Iran, servant de centre administratif au district rural de Dalaki.